# Thyroptera wynneae
Thyroptera wynneae és una espècie de ratpenat de la família dels tiroptèrids. Viu a altituds d'entre 55 i 300 msnm al nord-est del Perú i el sud-est del Brasil. El seu hàbitat natural són els boscos de plana primaris i secundaris. Es desconeix si hi ha cap amenaça significativa per a la supervivència d'aquesta espècie.
L'espècie fou anomenada en honor de la il·lustradora científica Patricia J. Wynne.